# Okonin (Basses-Carpates)
Pour l’article homonyme, voir Okonin (Rypin).
Okonin est une localité polonaise de la gmina de Ropczyce, située dans le powiat de Ropczyce-Sędziszów en voïvodie des Basses-Carpates.